# جک کاتمور-اسکات
جک کاتمور-اسکات (انگلیسی: Jack Cutmore-Scott؛ زادهٔ ۱۶ آوریل ۱۹۸۷) هنرپیشه اهل انگلستان است. وی از سال ۲۰۱۰ میلادی تاکنون مشغول فعالیت بوده‌است.